# Matteo Stefanini
Matteo Stefanini (ur. 29 kwietnia 1984 w Pizie) – włoski wioślarz.

## Osiągnięcia
- Mistrzostwa Świata Juniorów – Troki 2002 – czwórka podwójna – 1. miejsce[1].
- Igrzyska Olimpijskie – Ateny 2004 – jedynka – 19. miejsce[1].
- Mistrzostwa Świata U-23 – Amsterdam 2005 – dwójka podwójna – 1. miejsce[1].
- Mistrzostwa Świata U-23 – Hazewinkel 2006 – dwójka podwójna – 2. miejsce[1].
- Mistrzostwa Świata – Eton 2006 – czwórka podwójna – 4. miejsce[1].
- Mistrzostwa Świata – Poznań 2009 – czwórka podwójna – 6. miejsce[1].
- Mistrzostwa Europy – Montemor-o-Velho 2010 – czwórka podwójna – 6. miejsce[1].